# Niphona plagiata
Niphona plagiata är en skalbaggsart som beskrevs av White 1858. Niphona plagiata ingår i släktet Niphona och familjen långhorningar. Inga underarter finns listade i Catalogue of Life.